# Ескарготьєрка

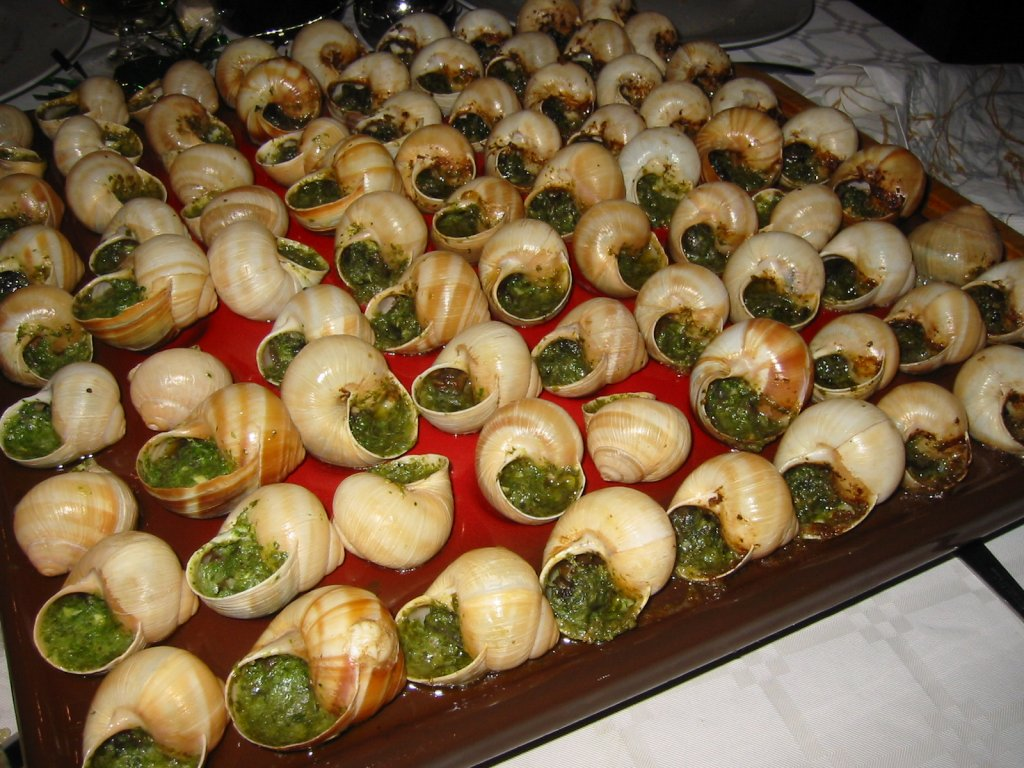
Ескарготьєрка на 81 равлик

Ескарготьєрка (фр. escargotiere від escargot — равлик) — спеціальна сковорода з заглибленнями у дні (зазвичай 6, 12 або 24) для приготування і сервірування ескарго, вишуканої страви з равликів. Може бути керамічною або металевою.

Поїдання равликів в цілому і слово «ескарготьєрка» зокрема використані публіцистом Єгором Холмогоровим у памфлеті «Найважливіше з мистецтв» як символ споживчого світосприйняття російських обивателів 2000-х рр.:
|  | Модна це нині справа — зватися «консерватором». <…> Респектабельно і нешкідливо. Схилити голову над ескарготьєркою з бургундськими равликами, поправити вусики, промовити делікатно: «Я, знаєте, за переконаннями консерватор. Це не політичне. Це — життєва позиція. Світогляд». |